# Oberleitungsbus Solonceni
| Oberleitungsbus Solonceni | Oberleitungsbus Solonceni |
| ------------------------- | ------------------------- |
|                           |                           |
|                           |                           |

Der Oberleitungsbus Solonceni war ein kurzlebiger Oberleitungsbusbetrieb im moldauischen Dorf Solonceni. Er verkehrte auf einer etwa 2,9 Kilometer langen Strecke und bestand vom 1. Mai 1992 bis zum 3. Januar 1994.

## Streckenverlauf
Solonceni liegt im moldauischen Rajon Rezina zwölf Kilometer nördlich der Stadt Rezina am Westufer des Nistru und somit an der Grenze zur separatistischen Transnistrischen Moldauischen Republik. Das Dorf hatte Anfang der 1990er-Jahre etwa 3000 Einwohner und besaß weder innerörtliche öffentliche Verkehrsmittel, noch war es an Überlandverkehre angeschlossen. Wichtigster Arbeitgeber war der örtliche milchverarbeitende Sowchos, zu dem mehrere landwirtschaftliche Betriebe gehörten. Das mittlerweile nicht mehr existente Unternehmen lag peripher am nördlichen Ortsrand von Solonceni, bis zu drei Kilometer von den letzten Häusern im südlichen Teil der Gemeinde entfernt.
Zur Verbesserung dieser Situation traf der Leiter des Sowchos 1991 die Entscheidung zum Bau einer Obuslinie, welche den landwirtschaftlichen Betrieb mit dem Ort verbinden sollte. Hierzu wurde zunächst die Dorfstraße asphaltiert und die Fahrleitungsanlage sowie das Unterwerk errichtet. Die Installation dieser Anlagen erfolgte durch Mitarbeiter des Obusbetriebs der moldauischen Hauptstadt Chișinău, welcher auch die einjährige Ausbildung von zwei Obusfahrern übernahm. Eine Besonderheit stellte hierbei die einspurige Fahrleitung dar, die für beide Fahrtrichtungen benutzt wurde. Die Wendeschleifen waren nicht geschlossen, das heißt, es gab keine Luftweichen. Dies erforderte das manuelle Umlegen der Stromabnehmerstangen an den beiden Endstellen.
Aus dem Bestand des Obusbetriebs in Chișinău wurde der Obus 2049 des Typs ZiU-682V angemietet und nach Solonceni überführt, er kostete 50.000 Rubel jährlich. Der Betrieb wurde am 1. Mai 1992 mit acht Fahrtenpaaren täglich aufgenommen und durch den Sowchos durchgeführt. Die Beförderung war kostenlos. Feste Zwischen-Haltestellen gab es nicht, gehalten wurde nach Bedarf. Als Depot diente eine an der Strecke liegende Scheune. Eine Fahrleitungsverbindung dorthin bestand nicht, der Obus musste zu Betriebsbeginn mit einem Traktor zur Strecke gezogen werden.
Als weitere Ausbaustufe war die Verlängerung vom südlichen Streckenende nach Rezina vorgesehen. Aufgrund eines Wechsels in der Leitung des Sowchos Ende 1993 konnte dies nicht mehr realisiert werden. Stattdessen wurden die Stromkosten des Obusbetriebs zum Anlass genommen, den Betrieb einzustellen. Der 3. Januar 1994 war der letzte Betriebstag des Obusses in Solonceni.
Die Fahrleitungsanlage wurde demontiert und nach Chișinău verkauft. Ebenso wurde der gemietete ZiU-682V an den Obusbetrieb in Chișinău zurückgegeben. Er war dort auch 2006 noch im Einsatz, Anfang 2010 jedoch nicht mehr vorhanden. Die Oberleitungsmasten aus Beton wurden hingegen nicht abgebaut, zusammen mit den beiden Wendeschleifen erinnern sie bis heute an den Oberleitungsbus Solonceni.

## Rezeption
Die Karte von Solonceni mit dem Trolleybus sind im Computerspiel OMSI zu fahren.